# Francesco Sizzi
Francesco Sizzi – siedemnastowieczny florencki astronom, jako pierwszy zauważył cykliczność plam słonecznych. W 1610 prowadził spór z Galileuszem, usiłując udowodnić mu, że odkryte przez Galileusza księżyce Jowisza nie istnieją.